# Broadus
Broadus város az USA Montana államában, Powder River megyében, melynek megyeszékhelye is. Lakosainak száma 456 fő (2020. április 1.).

## Népesség
A település népességének változása:

| 2010 | 468 |
| 2020 | 456 |